# Arnaud Friedrich
Arnaud Friedrich (* 21. April 2000) ist ein deutscher Motorradrennfahrer.

## Karriere
Friedrich nimmt 2019 an der FIM Endurance World Championship und dem FIM Europe Superstock 1000 Cup (dem Nachfolger-Cup der Superstock 1000 EM) im Rahmen der Alpe Adria teil. Dort fährt Friedrich für das polnische Rennteam LRP Poland.
2018 nahm er neben den beiden vorgenannten Serien noch an der Polnischen Meisterschaft teil. Dort belegte der Rennfahrer aus Limbach-Oberfrohna in der Alpe Adria International Motorcycle Championship (AAIMC) sowie in der Polnischen Superbike-Meisterschaft jeweils den 2. Gesamtrang.
Für Aufsehen sorgte 2018 das überraschende Startverbot für Arnaud Friedrich bei den 24 Stunden von Le Mans im Rahmen der FIM Endurance-WM. Der Youngster feierte genau am Renntag seinen 18. Geburtstag und war damit an den vorangegangenen Pflicht-Trainingstagen laut Reglement noch zu jung. Seine Trainingszeiten wurden demzufolge nicht gewertet, wodurch er keine Startberechtigung für das 24-Stunden-Rennen bekam.
In der Saison 2017 fuhr Friedrich an der Seite von Markus Reiterberger, Danny de Boer und Jan Bühn im Team Van Zon-Remeha-BMW und wurde Rookie des Jahres.
2016 stieg der damals erst 16-Jährige mit einer Sondergenehmigung und der Unterstützung durch das Team Penz13.com in die IDM Superbike in die Klasse Superstock ein. Damit war er der bisher jüngste Starter in der IDM Superbike. In den beiden Jahren zuvor fuhr Friedrich noch im Yamaha R6 Dunlop Cup, nachdem er 2013 als Meister aus dem ADAC Junior Cup hervorgegangen war.

## Statistik
- 2009 – 21. Gesamtrang ADAC Minibike Cup Einsteiger
- 2010 – 5. Gesamtrang ADAC Minibike Cup Einsteiger
- 2011 – 5. Gesamtrang ADAC Minibike Cup Nachwuchs
- 2012 – Meister ADAC Minibike Cup Nachwuchs
- 2013 – Meister ADAC Junior Cup
- 2014 – 19. Gesamtrang Yamaha R6 Dunlop Cup
- 2015 – 5. Gesamtrang Yamaha R6 Dunlop Cup
- 2016 – 14. Gesamtrang IDM Superbike Superstock 1000
- 2017 – 15. Gesamtrang IDM Superbike 1000 & „Rookie of the year“
- 2018 – Vizemeister Alpe Adria International Motorcycle Championship (AAIMC) und in der Polnischen Superbike Meisterschaft